# Tréhalase
La tréhalase est une glycosidase qui catalyse la réaction :
α,α-tréhalose + H2O  {\displaystyle \rightleftharpoons }  β-D-glucose + α-D-glucose.
Cette enzyme est très répandue chez les microorganismes, les plantes, les invertébrés et les vertébrés. Chez l'Homme, on la trouve dans l'intestin grêle. Le tréhalose est un diholoside important pour le stockage de l'énergie métabolique chez de nombreux êtres vivants, hormis chez les mammifères. C'est notamment le cas des insectes, chez qui l'inhibition de la tréhalase peut entraîner la mort par hypoglycémie.
La présence de tréhalase dans l'urine peut indiquer un empoisonnement au cadmium et au cuivre, la tréhalase étant alors exprimée également dans les tubules,.